# Autosegregation
Autosegregation bezeichnet die eigentätige Segregation einer sozialen oder ethnischen Gruppe vom Rest der Gesellschaft in einem Staat. Die Autosegregation ermöglicht es Angehörigen einer Minderheit, ihre eigenen Traditionen und Bräuche aufrechtzuerhalten. Als Beispiel werden indigene Volksstämme etwa in den USA und Kanada genannt, die es vorziehen, in Reservationen zu leben.